# Volksbank Delmenhorst Schierbrok
Die Volksbank eG Delmenhorst Schierbrok war eine deutsche Genossenschaftsbank mit Sitz in Delmenhorst in Niedersachsen. Im Jahr 2023 fusionierte die Bank mit der VR Bank Oldenburg Land eG zur Volksbank eG Oldenburg-Land Delmenhorst.

## Geschichte
Die Volksbank eG Delmenhorst Schierbrok ist im Jahre 2000 aus der Fusion der Volksbank Delmenhorst eG und der Raiffeisenbank Schierbrok eG entstanden. Die Bank hieß zunächst "Raiffeisen-Volksbank Delmenhorst-Schierbrok eG". Seit 2012 trug die Bank den Namen Volksbank eG Delmenhorst Schierbrok. Das älteste Gründungsinstitut war die Handwerker Spar- und Darlehnskasse GmbH, die am 6. November 1904 beim Amtsgericht Delmenhorst eingetragen wurde. 

## Rechtsgrundlagen
Rechtsgrundlagen der Bank waren die Satzung der Volksbank eG Delmenhorst Schierbrok und das Genossenschaftsgesetz. Die Organe der Genossenschaftsbank waren der Vorstand, der Aufsichtsrat und die Vertreterversammlung. Die Bank war der amtlich anerkannten BVR Institutssicherung GmbH und der zusätzlichen freiwilligen Sicherungseinrichtung des Bundesverbandes der Deutschen Volksbanken und Raiffeisenbanken e. V. angeschlossen.

## Niederlassungen
Die Bank unterhielt vier Niederlassungen in Delmenhorst und in der Gemeinde Ganderkesee.